# Ejército de Turquía
El Ejército de Turquía o las Fuerzas Terrestres de Turquía (en turco: Türk Kara Kuvvetleri) forman una rama de las Fuerzas Armadas Turcas. La historia moderna del ejército comenzó con su formación tras el colapso del Imperio Otomano. Los acontecimientos significativos desde la fundación del Ejército incluyen el combate en la guerra de Corea y la Invasión Turca de Chipre en 1974 y actuando como un baluarte de la OTAN a lo largo de las fronteras de la Guerra Fría hasta 1992. Actualmente es el segundo mayor ejército de la OTAN, con 402.000 militares.
El Ejército Turco ocupa un lugar destacado en las fuerzas armadas. Es habitual para el Jefe General del Estado Mayor de la República de Turquía haber sido el comandante de las fuerzas terrestres turcas antes de su nombramiento como oficial sénior. Junto con la Marina y la Fuerza Aérea, el Ejército a menudo interviene en la Política de Turquía, que ahora está regulado para una extensión con la reforma del Consejo de Seguridad Nacional. El actual comandante es el General Hayri Kıvrıkoğlu.

## Historia
En 1934, el ejército sigue pobremente motorizado, entonces el país tiene alrededor de 14 millones de habitantes con una economía sub industrializada e infraestructuras arcaicas. El ejército turco está compuesto en ese momento de 9 cuerpos de ejército que comprenden 18 divisiones de infantería y 5 divisiones de caballería, incluidas 3 divisiones activas y 2 divisiones de reserva.
Cada cuerpo consta de caballería, un regimiento de artillería de cuerpo, un batallón de ingenieros, un batallón de señales y un batallón de transporte motorizado. Cada división incluye 3 regimientos de infantería y un regimiento de artillería de campo con 2 batallones. El ejército tiene oficialmente 198,000 hombres en verano contra 133,000 en invierno. Por razones de economía, la fuerza total del ejército nunca superó los 120,000 a 150,000 hombres. 175,000 conscriptos son llamados cada año. De acuerdo con la ley en vigor, se requiere una mano de obra de 250,000 hombres para el entrenamiento de conscriptos. El número total de oficiales incluye 5,000 oficiales militares, civiles y cadetes militares.
Ella aprovechó la Segunda Guerra Mundial para equipar a los dos campamentos beligerantes que quieren atraerlo a su órbita. Así recibe en otros 100 tanques Renault R35 en dos lotes, 50 en febrero de 1940, el segundo de 50 unidades en marzo de 1940.Estuvo involucrada en varias operaciones, incluida la guerra de Corea, donde sufrió grandes pérdidas. Durante el conflicto, la Brigada Turca apoyó a 3.514 bajas, incluyendo 741 muertos, 2.068 heridos, 163 desaparecidos y 229 prisioneros de los 5.455 soldados enviados para esta guerra bajo la égida de la ONU.

## Estructura
- 10 cuerpos del ejército
- 2 divisiones de infantería mecanizadas
- 4 divisiones de infantería motorizada
- 1 división de infantería y una división de entrenamiento
- 14 brigadas blindadas
- 14 brigadas de infantería mecanizadas
- 12 brigadas de infantería
- 5 brigadas de fuerzas especiales
- 5 brigadas de entrenamiento

## Personas relevantes
- Caripi